# Rajella kukujevi
Rajella kukujevi is een vissensoort uit de familie van de Rajidae. De wetenschappelijke naam van de soort is voor het eerst geldig gepubliceerd in 1985 door Dolganov.